# Cimetière Al-Oud
Le cimetière Al-Oud (en arabe : مقبرة العود) est un cimetière public de Riyad, en Arabie saoudite. Le mot Oud, en arabe, signifie « aîné », et fait ici référence au roi Abdelaziz, qui est enterré dans le cimetière.

## Emplacement
Le cimetière Al Oud est situé dans le district d'Al Gubeirah, à environ un kilomètre de la rue Batha'a, le centre de Riyad. Plus précisément, le cimetière se trouve du côté gauche de la rue Batha'a, au sud, entre Al Dirrah et Manfuha. Il se trouve à 5 kilomètres de la mosquée Imam Turki bin Abdullah. En mars 2012, la direction de la santé environnementale de la municipalité de Riyadh lance un projet visant à marquer chaque tombe électroniquement.

## Inhumations
Le cimetière est la dernière demeure de la majorité des membres de la famille royale saoudienne, notamment les rois Abdelaziz ibn Saoud, Saoud, Fayçal, Khaled, Fahd et Abdallah,.
D'autres personnalités royales, telles que les princes Sultan, Fahd et Ahmed, Sultana Bint Turki bin Ahmad Al Sudairi, épouse du roi Salmane, Hussa bint Turki Al Aalal et Sultan ben Fayçal ben Turki ben Abdallah y sont également enterrées,,,, ainsi que les princes Nasser, Fayçal, Abdul Majeed, Badr, Muhammed, Turki et la princesse Sultana.
Ghazi Al-Gosaibi, écrivain et personnalité publique, y repose également. Le cimetière est utilisé à la fois pour les roturiers et les membres de la noblesse.